# Kloster Weidas
Das Kloster Weidas war ein Zisterzienserinnenkloster bei Dautenheim, Alzey, Rheinhessen. Das Kloster wurde auch als Kloster Marienborn bezeichnet.

## Geschichte
Das Klostergründung soll 1237 erfolgt sein. Die erste Erwähnung erfolgte 1251. Es gehörte zum Zisterzienserorden und war in das Kloster Eberbach im Rheingau inkorporiert.
Das Kloster stand unter dem Schutz der Kurpfalz. Durch umfangreiche Schenkungen erlangte das Kloster die Dorfherrschaft über Dautenheim. Weiterhin erlangte das Kloster das Patronat über die Kirche in Gau-Heppenheim. Später kam noch die Herrschaft über das Dorf Eimsheim sowie weiterer Besitz an das Kloster. Während des Städtekrieg wurde das Kloster 1388 teilweise niedergebrannt.
Der Konvent umfasste 1498 noch 37 Frauen zuzüglich Novizinnen und Schülerinnen. Die Größe des Konvents war während der Reformation stark rückläufig, bei der Auflösung sollen es noch fünf Frauen gewesen sein.

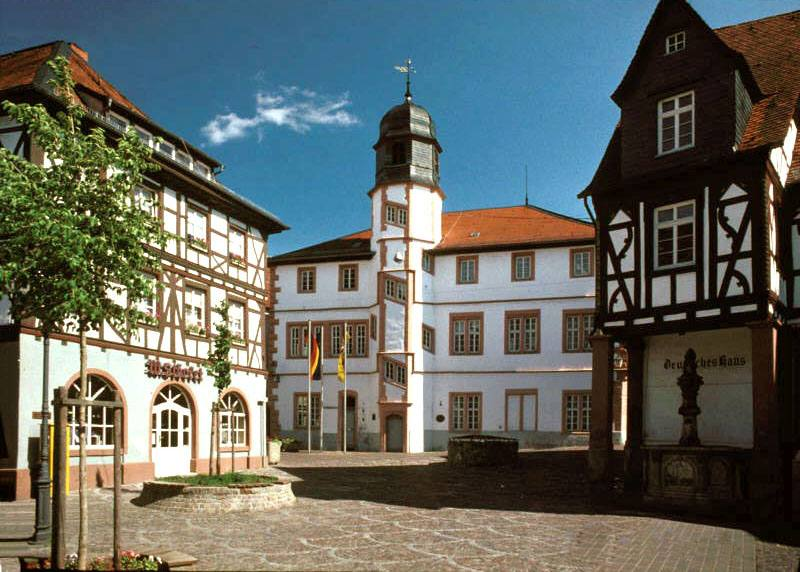
Das Rathaus Alzey wurde aus den Steinen des Klostergebäudes errichtet

Im Jahr 1551 genehmigte Papst Julius III. die Aufhebung des Klosters von den Pfalzgrafen zugunsten der Universität Heidelberg. Die Klostergüter fielen jedoch 1563 durch einen Vergleich an die kurpfälzische Hofkammer. Die Gebäude des Klosters wurden als Steinbruch genutzt. Aus den Steinen des Klosters wurde 1586 das „alte Rathaus“ in Alzey sowie das Rathaus Kettenheim errichtet.
An das Kloster erinnert ein Gedenkstein an seinem ehemaligen Standort. Grabsteine des ehemaligen Klosters befinden sich heute in der Nikolaikirche Alzey und dem hessischen Landesmuseum in Darmstadt.